# أندريه دوبوي
أندريه دوبوي (بالفرنسية: André Dupuy)‏ هو كاهن كاثوليكي فرنسي، ولد في 13 فبراير 1940 في Soustons ‏ في فرنسا.